# Anabolia apora
Anabolia apora är en nattsländeart som beskrevs av Parker 1984. Anabolia apora ingår i släktet Anabolia och familjen husmasknattsländor. Inga underarter finns listade i Catalogue of Life.